# Saint-Mesmin (Côte-d’Or)
Saint-Mesmin település Franciaországban, Côte-d’Or megyében. Lakosainak száma 111 fő (2022. január 1.). Saint-Mesmin Chevannay, Saint-Anthot, Vieilmoulin, Avosnes, Drée, Grosbois-en-Montagne, Marcellois, Sombernon, Uncey-le-Franc és Verrey-sous-Drée községekkel határos.

## Népesség
A település népessége az elmúlt években az alábbi módon változott:
| Lakosok száma | 98   | 103  | 88   | 122  | 141  | 131  | 128  | 121  | 117  | 111  |
|               | 1968 | 1982 | 1990 | 2006 | 2013 | 2015 | 2017 | 2019 | 2020 | 2022 |